# Jovan Lukić
Jovan Lukić (Kirin Serbia: Јован Лукић; sinh 22 tháng 9 năm 1997) là một tiền vệ bóng đá Serbia thi đấu cho FK Krupa ở Premier League of Bosnia và Herzegovina.

## Danh hiệu
Radnički Kragujevac
- Serbian League West: 2016–17[2]